# Procladius culiciformis
Procladius culiciformis is een muggensoort uit de familie van de dansmuggen (Chironomidae). De wetenschappelijke naam is gepubliceerd in 1767 door Linnaeus.